# Råå uddar
Råå uddar är ett naturreservat i Askersunds kommun i Örebro län.
Området är naturskyddat sedan 2009 och är 47 hektar stort. Reservatet ligger vid östra stranden av Vättern och består av klippstränder, tallskogar på hällmarker och inåt land av gammal granskog. 